# Ulrich Ehricke
Ulrich Ehricke (* 1964) ist ein deutscher Rechtswissenschaftler und Hochschullehrer an der Universität zu Köln.

## Leben und Werk
Ehricke studierte Rechtswissenschaften sowie Geschichts- und Politikwissenschaft an den Universitäten Hannover, Genf und London. 1989 legte er in Hannover sein Erstes Juristisches Staatsexamen ab, 1990 erwarb er den Master of Laws in London. Anschließend arbeitete er als wissenschaftlicher Mitarbeiter am Max-Planck-Institut für ausländisches und internationales Privatrecht in Hamburg. Dort wurde er 1993 mit einer von Christian Kirchner und Ernst-Joachim Mestmäcker betreuten Schrift zum Dr. iur. promoviert. 1995 vollendete er auch sein geschichts- und politikwissenschaftliches Studium, indem er als M.A. abschloss. Bereits seit 1993 war Ehricke als wissenschaftlicher Assistent an der Humboldt-Universität zu Berlin tätig. Dort habilitierte er sich 1997 und erhielt die Venia legendi für die Fächer Bürgerliches Recht, Zivilprozessrecht, Deutsches und Europäisches Handels- und Wirtschaftsrecht und Internationales Privatrecht und Rechtsvergleichung.
Es folgten 1998 und 1999 zunächst Lehrstuhlvertretungen an den Universitäten München und Köln. Ab dem Wintersemester 1999/2000 hatte er einen ordentlichen Lehrstuhl an der Universität Bremen. Im Wintersemester 2003/04 wechselte er auf einen ordentlichen Lehrstuhl an die Universität zu Köln, wo er zudem das Institut für Europäisches Wirtschaftsrecht als Direktor leitet. Seine Forschungsschwerpunkte liegen vor allem im deutschen und europäischen Wettbewerbsrecht sowie im europäischen Gesellschafts-, Insolvenz- und Wirtschaftsrecht und im Energierecht, einschließlich des nationalen und internationalen Energiehandels. Nebenamtlich war er bis 2013 Richter im 1. Kartellsenat des Oberlandesgerichts Düsseldorf.

## Schriften (Auswahl)
- Staatliche Eingriffe in den Wettbewerb – Kontrolle durch Gemeinschaftsrecht. Nomos, Baden-Baden 1994, ISBN 3-7890-3542-4 (Dissertation).
- Die Bindungswirkung von Urteilen des EuGH im Vorabentscheidungsverfahren nach deutschem Zivilprozeßrecht und nach Gemeinschaftsrecht. Europa-Institut, Saarbrücken 1997.
- Das abhängige Konzernunternehmen in der Insolvenz – Wege zur Vergrößerung der Haftungsmasse abhängiger Konzernunternehmen im Konkurs und Verfahrensfragen. Mohr Siebeck, Tübingen 1998, ISBN 3-16-147018-4 (Habilitationsschrift).
- Schuldvertragliche Nebenabreden zu GmbH-Gesellschaftsverträgen. DFV, Frankfurt am Main 2004, ISBN 3-8005-1350-1.
- Die Regulierungsbehörde für Strom und Gas. Nomos, Baden-Baden 2004, ISBN 3-8329-0732-7.
- Die EG-rechtliche Beurteilung der Rundfunkfinanzierung. Nomos, Baden-Baden 2006, ISBN 3-8329-2006-4.
- Die Vereinbarkeit des kommunalen Örtlichkeitsprinzips mit dem EG-Recht. Heymanns, Köln 2009, ISBN 978-3-452-27173-0.
- mit Christian Möller: Das Handels- und Gesellschaftsrecht in Fällen. Kohlhammer, Stuttgart 2013, ISBN 978-3-17-022041-6.
- mit Kristof Biehl: Insolvenzrecht. 2. Auflage. C.H. Beck, München 2015, ISBN 978-3-406-65307-0.